# Oststadt (Karlsruhe)
Die Karlsruher Oststadt ist ein Stadtteil von Karlsruhe. Sie liegt östlich des die Innenstadt begrenzenden Durlacher Tors und grenzt im Osten an den Stadtteil Durlach. Die Oststadt hat 21.072 Einwohner (Stand 31. Dezember 2018).

## Gebiet
Die Oststadt wird im Westen von der Linkenheimer Allee, dem Adenauerring und der Kapellenstraße und im Süden von der neuen Kriegsstraße-Ost, dem ehemaligen Gelände des Güterbahnhofs, begrenzt. Im Osten bilden Ostring und Weinweg die Grenze zum Stadtteil Rintheim. Im Norden erstreckt sie sich bis zur Rintheimer Querallee und grenzt dort an die Waldstadt. Die Oststadt hat eine Fläche von 518,59 ha.

## Geschichte
Ende des 19. Jahrhunderts erschloss die Residenzstadt Karlsruhe Teile der heutigen Oststadt als Baugebiet. Bis heute ist der Stadtteil geprägt durch sein Nebeneinander von Gewerbe, Handwerk und Wohnen.
Auf wesentlich ältere Wurzeln geht das Gebiet südlich der Durlacher Allee zurück, die Gottesaue. Hier wurde 1094 das Benediktiner-Kloster Gottesaue gegründet. Nach seiner Säkularisation im Zuge der Reformation im 16. Jahrhundert entstand an dessen Stelle das Schloss Gottesaue, das zwischen 1982 und 1989 wiederaufgebaut wurde und heute der Staatlichen Hochschule für Musik als Domizil dient.

## Sehenswürdigkeiten und Baudenkmäler
Sehenswürdigkeiten in der Karlsruher Oststadt sind Schloss Gottesaue, der Alte Friedhof an der Kapellenstraße, der Hauptfriedhof Karlsruhe als ältester deutscher Parkfriedhof, mehrere Jugendstil-Straßenzüge, der Botanische Garten der Universität Karlsruhe, die Franz-Lust-Kinderklinik (ehemals Victoria-Pensionat und Töchterschule; seit Juli 2003 nicht mehr Kinderklinik, seit 2006 Sitz des akademischen Auslandsamtes der Universität Karlsruhe), der alte jüdische Friedhof in der Kriegsstraße, der Schlachthof und die Hoepfner-Burg. Außerdem sind noch einige bemerkenswerte kirchliche Gebäude vorhanden, darunter die neugotische katholische Pfarrkirche St. Bernhard, die im Jugendstil erbaute evangelische Lutherkirche, die Kapelle am alten Friedhof, die als kleinste evangelisch-lutherische Kirche Deutschlands gilt, sowie das Mausoleum der großherzoglichen Grabkapelle im Fasanengarten.

### Galerie der Sehenswürdigkeiten

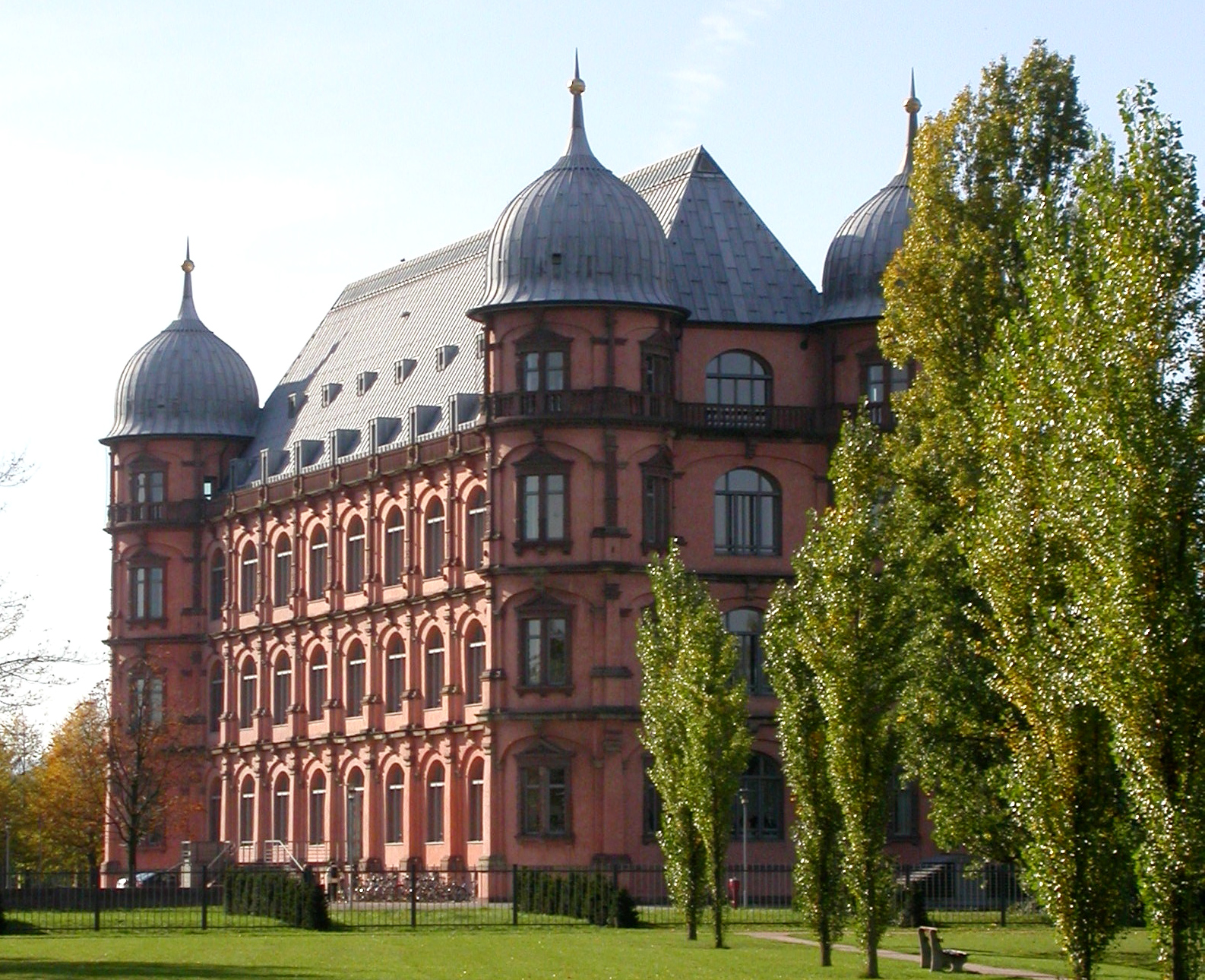
Schloss Gottesaue
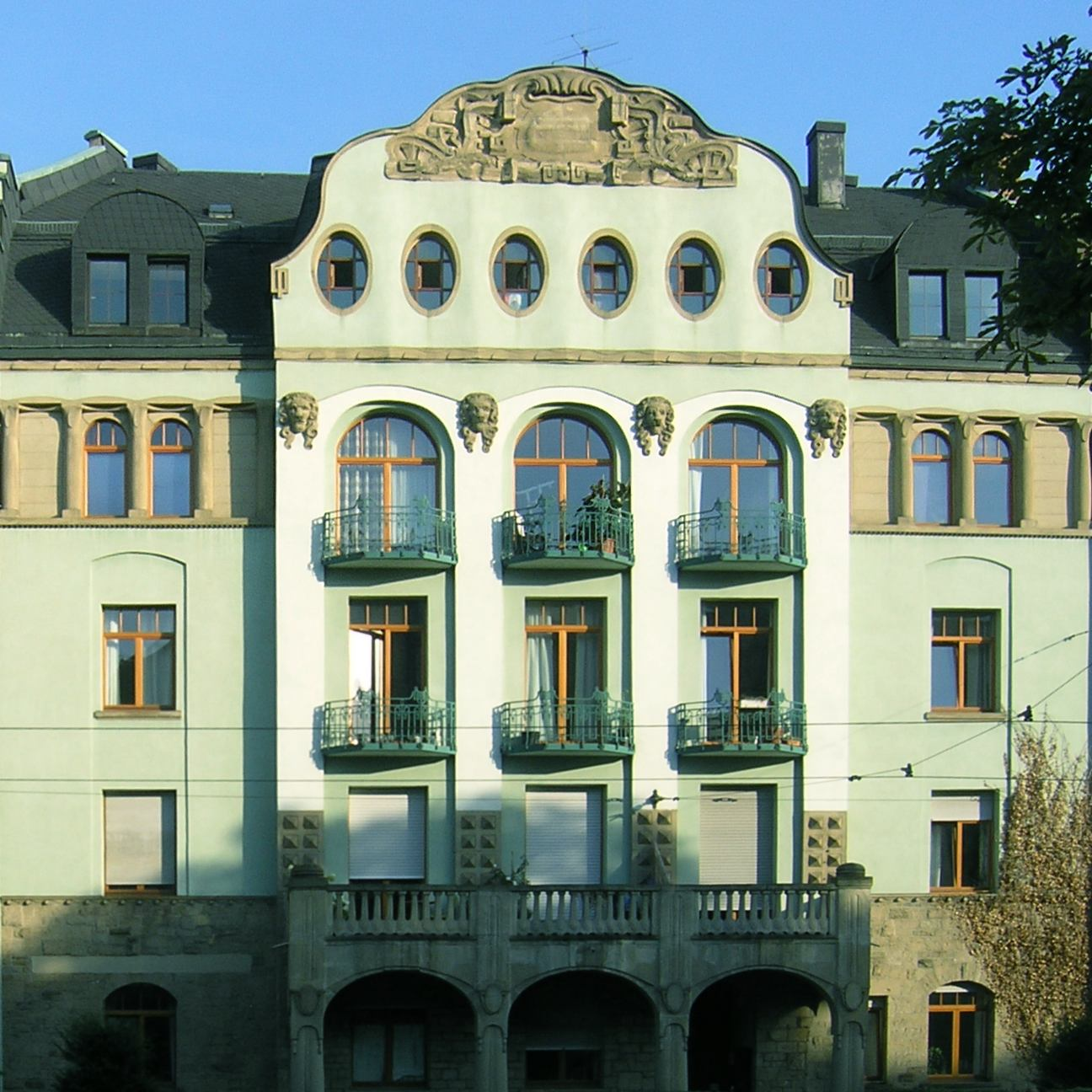
Jugendstil-Haus (Haid-und-Neu-Straße 8)
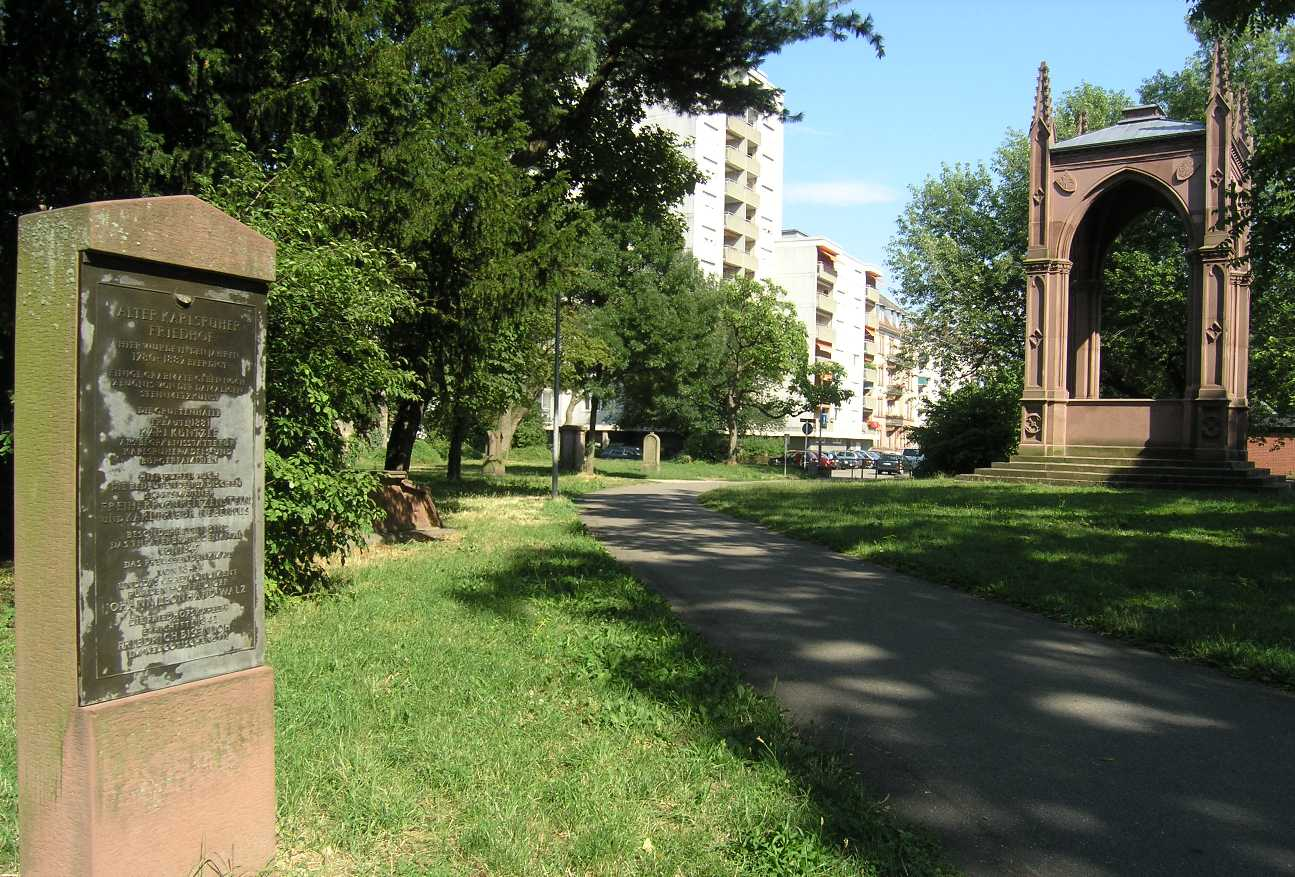
Alter Friedhof
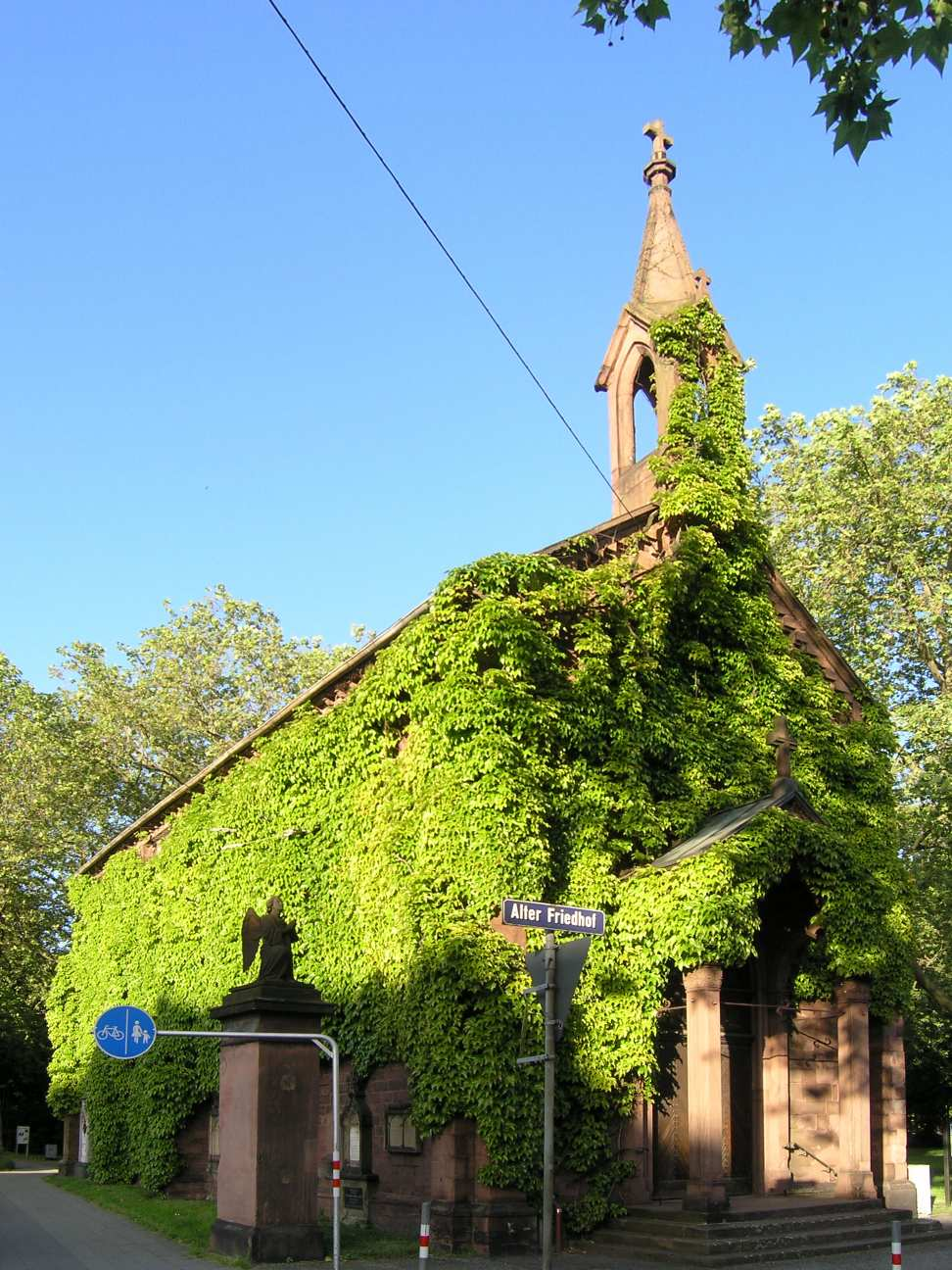
Kapelle am alten Friedhof
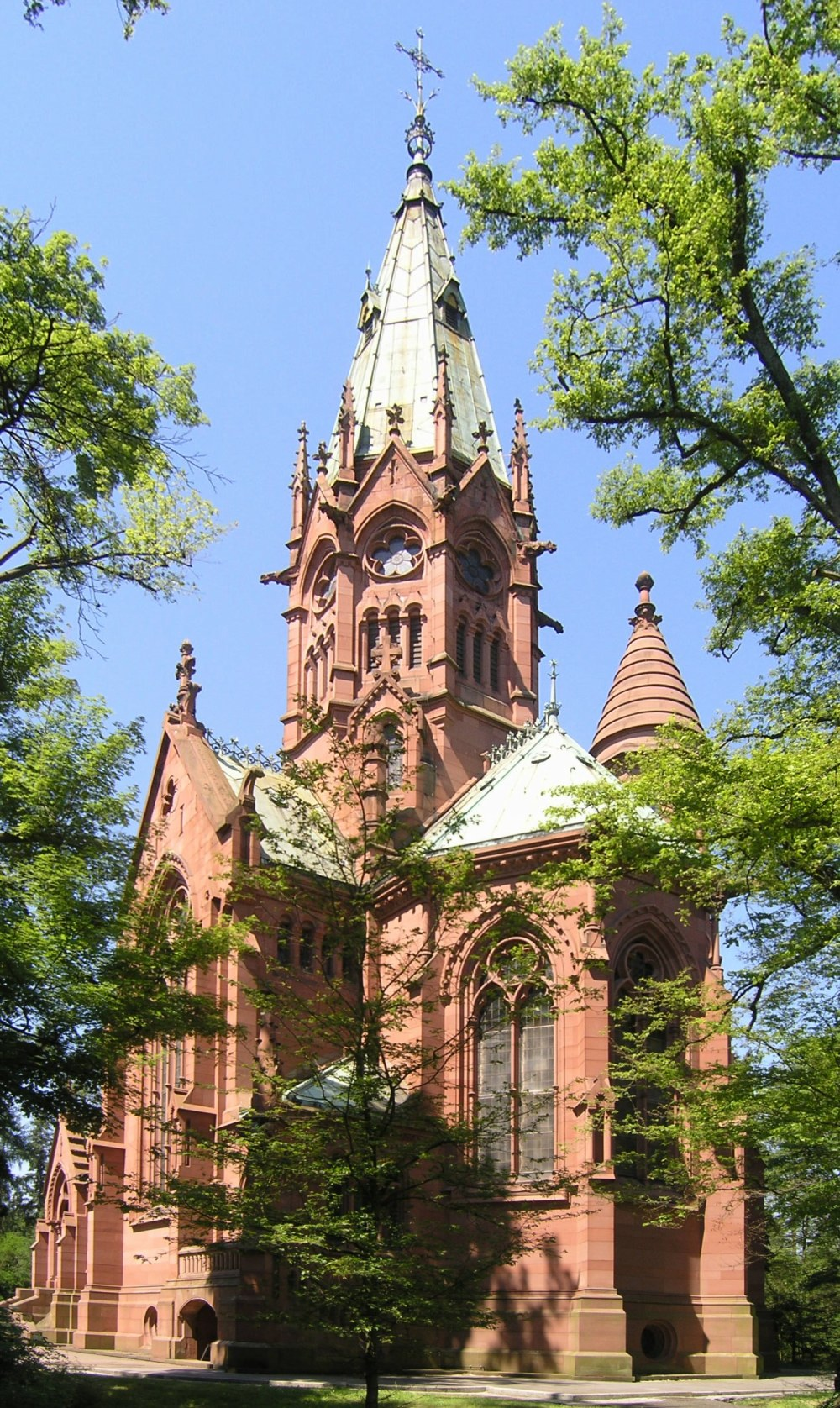
Großherzogliche Grabkapelle im Fasanengarten
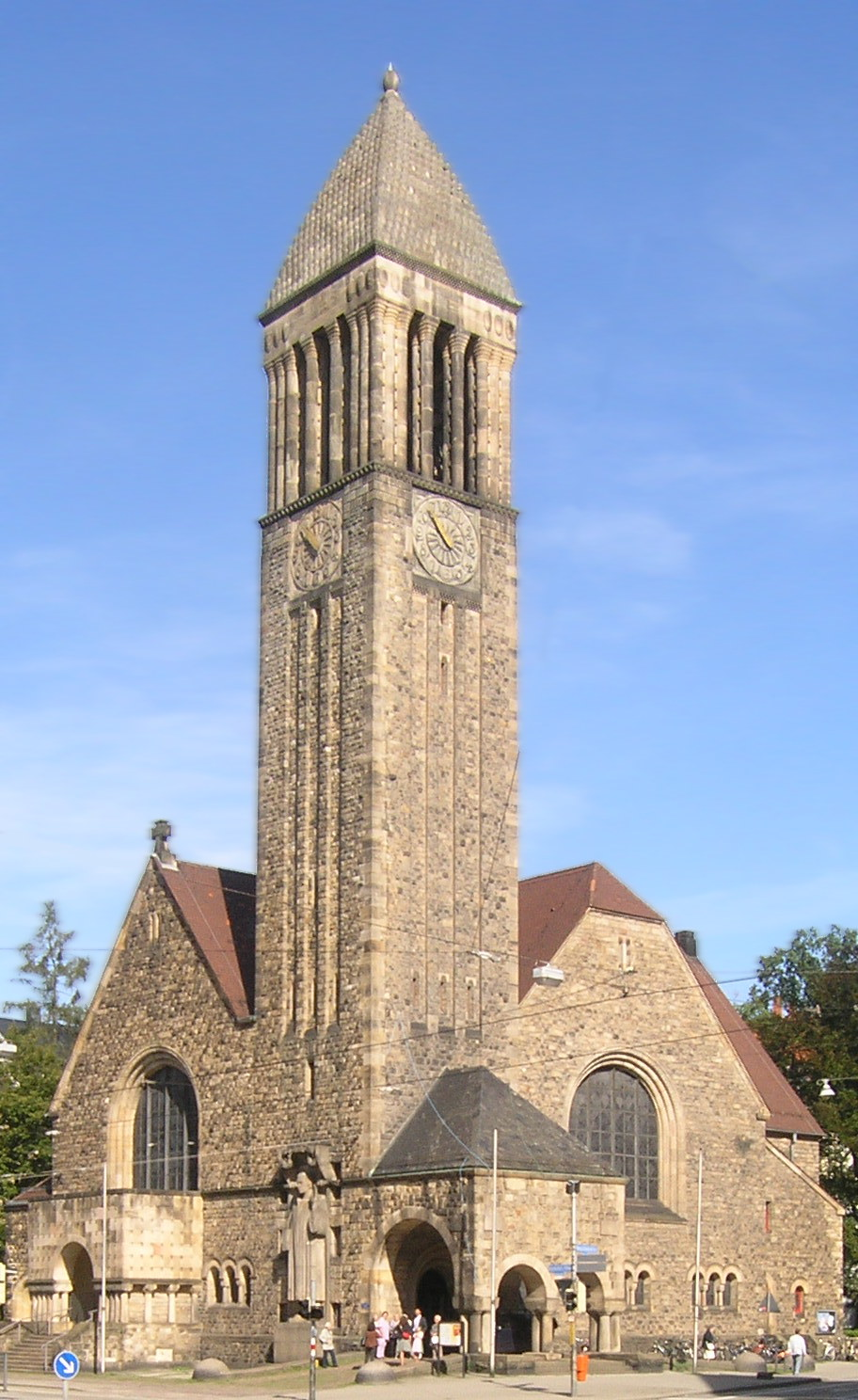
Lutherkirche
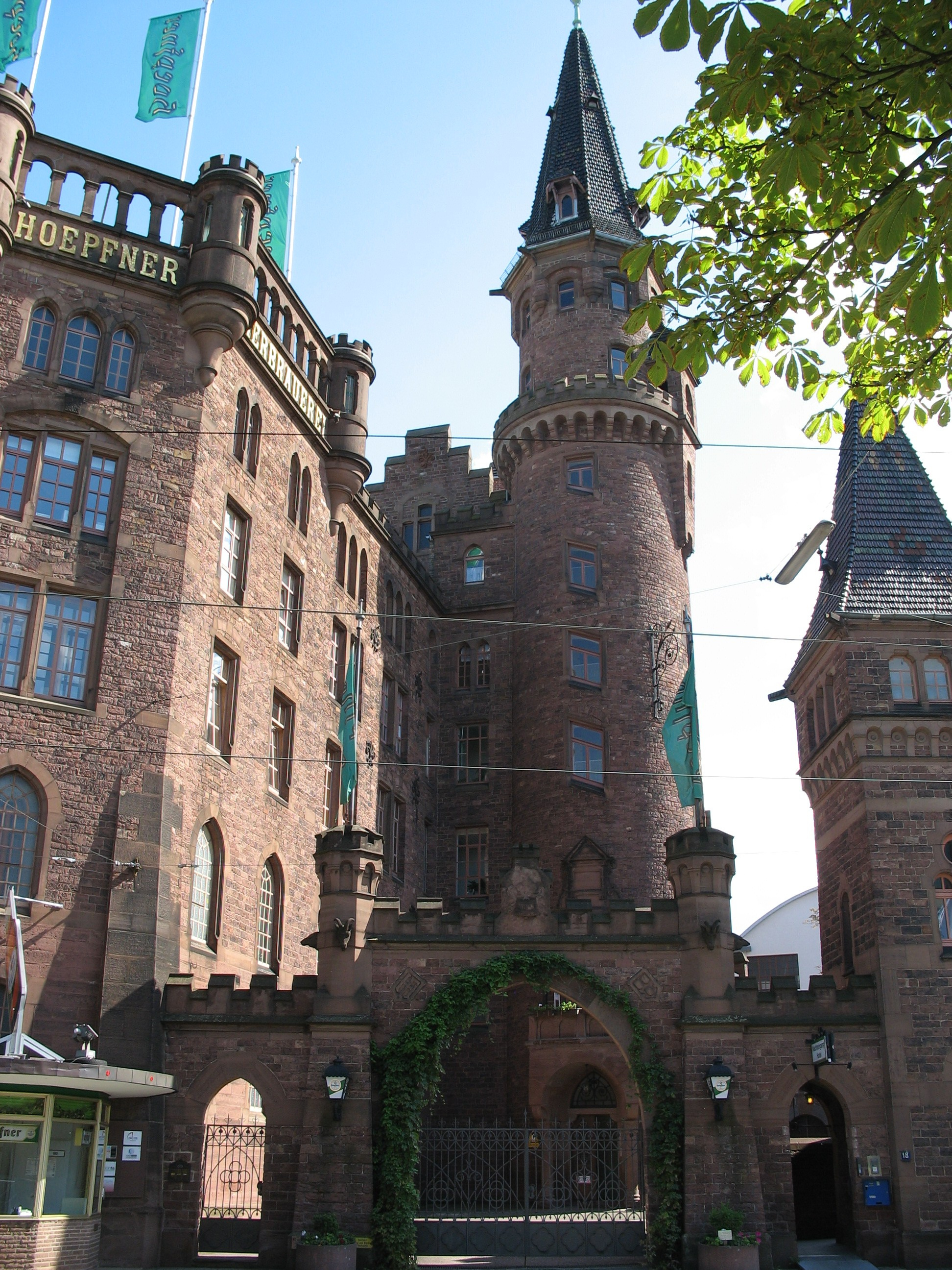
Hoepfner-Burg

## Institutionen und Plätze
Wichtige Plätze und Institutionen in der Oststadt sind:
- die Landespolizeidirektion (in einer ehemaligen Seifenfabrik),
- die Technologiefabrik,
- die Bundesforschungsanstalt für Ernährung,
- das Forschungszentrum Umwelt,
- das FZI Forschungszentrum Informatik,
- das Botanische Institut der Universität Karlsruhe,
- das Zoologische Institut der Universität Karlsruhe,
- die Hochschule für Musik Karlsruhe im Schloss Gottesaue,
- das Open-Air-Kino der Schauburg am Schloss Gottesaue,
- das Kulturzentrum Tollhaus,
- der Kreativpark Alter Schlachthof
- das Straßenbahndepot der Verkehrsbetriebe Karlsruhe (VBK) und die Verwaltung von VBK, Albtal-Verkehrs-Gesellschaft, Karlsruher Verkehrsverbund und Karlsruher Schieneninfrastruktur-Gesellschaft
- der Messplatz,
- der Otto-Dullenkopf-Park (ehemals Ostauepark),
- die Zentralmoschee und
- das Türkische Generalkonsulat.